# Campeonato de Fútbol Playa de Concacaf de 2019
El Campeonato de Fútbol Playa de Concacaf de 2019 fue la octava edición de este torneo de selecciones nacionales de fútbol playa organizado por la Concacaf. Se llevó a cabo en la ciudad de Puerto Vallarta, México del 13 al 19 de mayo de 2019, y sirvió como proceso clasificatorio para la Copa Mundial de Fútbol Playa de la FIFA 2019 que se celebró en Paraguay.

## Elección del país anfitrión
- El Salvador
- México (candidatura ganadora)

## Sede
| México                  |
| Puerto Vallarta         |
| Jalisco                 |
| ----------------------- |
| Puerto Vallarta Stadium |
| Capacidad: 2,000        |
|                         |

## Participantes
En cursiva la selecciones debutantes en el torneo.  
| Equipos participantes | Equipos participantes | Equipos participantes                | Equipos participantes |
| --------------------- | --------------------- | ------------------------------------ | --------------------- |
| Antigua y Barbuda     | Costa Rica            | Guatemala                            | Jamaica               |
| Bahamas               | El Salvador           | Guyana                               | México                |
| Belice                | Estados Unidos        | Islas Turcas y Caicos                | Trinidad y Tobago     |
| Bonaire               | Guadalupe             | Islas Vírgenes de los Estados Unidos | Panamá                |

## Sistema de competición
En la primera ronda del torneo se conformaron cuatro grupos de cuatro integrantes que jugarán todos contra todos una sola vez. Clasificarán los dos primeros puestos de cada grupo a la siguiente fase. La segunda ronda será de eliminación directa con cuartos de final, semifinales y final, en la que los dos equipos finalistas obtendrán su cupo a la Copa Mundial de Fútbol Playa FIFA Paraguay 2019. Al ganador de un encuentro se le otorgaron tres puntos por el triunfo en tiempo reglamentario, dos puntos si lo consigue tras una prórroga, y uno por superar al rival en tiros desde el punto penal. 

## Resultados
- Las horas indicadas corresponden al huso horario local de la ciudad de Puerto Vallarta (UTC -5).[2]

### Primera fase

#### Grupo A
| Pos. | Equipo         | Pts. | PJ | G | W+ | WP | P | GF | GC | Dif. | Clasificación    |
| ---- | -------------- | ---- | -- | - | -- | -- | - | -- | -- | ---- | ---------------- |
| 1    | México (H, Q)  | 9    | 3  | 3 | 0  | 0  | 0 | 16 | 6  | +10  | Cuartos de Final |
| 2    | Guatemala (Q)  | 6    | 3  | 2 | 0  | 0  | 1 | 10 | 10 | 0    | Cuartos de Final |
| 3    | Costa Rica (E) | 3    | 3  | 1 | 0  | 0  | 2 | 13 | 15 | −2   |                  |
| 4    | Jamaica (E)    | 0    | 3  | 0 | 0  | 0  | 3 | 5  | 13 | −8   |                  |

 Fuente: CONCACAF
| 13 de mayo de 2019, 14:15 | Costa Rica                                         | 4-2                       | Jamaica                  | Puerto Vallarta Stadium, Puerto Vallarta |                                 |
|                           | - Mora 2' - Arrieta 6' - Sánchez 33' - Sánchez 34' | ( 2:0, 0:1, 2:1 ) Reporte | - Lloyd 14' - Powell 27' | Árbitro(s): Juan Andrés Ángeles          | Árbitro(s): Juan Andrés Ángeles |

| 13 de mayo de 2019, 18:00 | Guatemala | 0-4                       | México                                       | Puerto Vallarta Stadium, Puerto Vallarta |                              |
|                           |           | ( 0:0, 0:3, 0:1 ) Reporte | - Martínez 17' - Villa 18', 24' - Torres 29' | Árbitro(s): Gonzalo Carballo             | Árbitro(s): Gonzalo Carballo |

| 14 de mayo de 2019, 14:15 | Costa Rica                                               | 4-5                       | Guatemala                                              | Puerto Vallarta Stadium, Puerto Vallarta |                          |
|                           | - Sánchez 14' - Jiménez 22' - Espinoza 26' - Sánchez 34' | ( 0:1, 3:2, 1:2 ) Reporte | - González 2', 24' - Sáenz 21' (pen.), 27' - Morán 27' | Árbitro(s): Arian Crespo                 | Árbitro(s): Arian Crespo |

| 14 de mayo de 2019, 18:00 | México                                                   | 4-1                       | Jamaica      | Puerto Vallarta Stadium, Puerto Vallarta |                        |
|                           | - Villaseñor 12' - Torres 21' - Mosco 25' - Vizcarra 30' | ( 1:0, 2:0, 1:1 ) Reporte | Anderson 30' | Árbitro(s): David Cruz                   | Árbitro(s): David Cruz |

| 15 de mayo de 2019, 14:15 | Jamaica                          | 2-5                       | Guatemala                                                        | Puerto Vallarta Stadium, Puerto Vallarta |                               |
|                           | - Planter 10' (pen.) - Lloyd 28' | ( 1:2, 0:2, 1:1 ) Reporte | - González 4' (pen.), 15' - Bachez 9' - González 14' - Ávila 28' | Árbitro(s): Julio Ramos Mejía            | Árbitro(s): Julio Ramos Mejía |

| 15 de mayo de 2019, 18:00 | México                                                                                | 8-5                       | Costa Rica                                    | Puerto Vallarta Stadium, Puerto Vallarta |                                 |
|                           | - Maldonado 0', 8', 26', 33' - Torres 11' - Martínez 16' - Alemán 20' - Hernández 27' | ( 3:3, 2:1, 3:1 ) Reporte | - Mora 0', 16' - Sánchez 2', 9' - Sánchez 33' | Árbitro(s): Juan Andrés Ángeles          | Árbitro(s): Juan Andrés Ángeles |

#### Grupo B
| Pos. | Equipo                                   | Pts. | PJ | G | W+ | WP | P | GF | GC | Dif. | Clasificación    |
| ---- | ---------------------------------------- | ---- | -- | - | -- | -- | - | -- | -- | ---- | ---------------- |
| 1    | Panamá (Q)                               | 9    | 3  | 3 | 0  | 0  | 0 | 20 | 5  | +15  | Cuartos de Final |
| 2    | Trinidad y Tobago (Q)                    | 6    | 3  | 2 | 0  | 0  | 1 | 16 | 6  | +10  | Cuartos de Final |
| 3    | Islas Vírgenes de los Estados Unidos (E) | 3    | 3  | 1 | 0  | 0  | 2 | 11 | 21 | −10  |                  |
| 4    | Islas Turcas y Caicos (E)                | 0    | 3  | 0 | 0  | 0  | 3 | 7  | 22 | −15  |                  |

 Fuente: CONCACAF
| 13 de mayo de 2019, 12:00 | Trinidad y Tobago                                                   | 6-0                       | Islas Turcas y Caicos | Puerto Vallarta Stadium, Puerto Vallarta |                        |
|                           | - Augustine 2' - Coker 10', 13' - Woodley 18', 35' - Hospedales 25' | ( 3:0, 2:0, 1:0 ) Reporte |                       | Árbitro(s): David Cruz                   | Árbitro(s): David Cruz |

| 13 de mayo de 2019, 15:30 | Islas Vírgenes de los Estados Unidos | 1-8                       | Panamá                                                                   | Puerto Vallarta Stadium, Puerto Vallarta |                          |
|                           | Leto 32'                             | ( 0:3, 0:4, 1:1 ) Reporte | - García 1' - Maquensi 11', 12', 28' - García 14', 17', 26' - García 18' | Árbitro(s): Arian Crespo                 | Árbitro(s): Arian Crespo |

| 14 de mayo de 2019, 12:00 | Trinidad y Tobago                                                     | 7-2                       | Islas Vírgenes de los Estados Unidos | Puerto Vallarta Stadium, Puerto Vallarta |                           |
|                           | - Woodley 2', 18', 20' (pen.) - Bailey 9', 30' - King 11' (pen.), 17' | ( 3:2, 3:0, 1:0 ) Reporte | - Joseph 3' - Leto 10'               | Árbitro(s): Warner Porras                | Árbitro(s): Warner Porras |

| 14 de mayo de 2019, 16:45 | Panamá                                                            | 8-1                       | Islas Turcas y Caicos | Puerto Vallarta Stadium, Puerto Vallarta |  |
|                           | - García 10', 17' - Maquensi 14', 16', 24' - García 23', 28', 34' | ( 1:0, 5:1, 2:0 ) Reporte | Magny 23'             |                                          |  |

| 16 de mayo de 2019, 14:15 | Islas Turcas y Caicos                            | 6-8                       | Islas Vírgenes de los Estados Unidos                                                       | Puerto Vallarta Stadium, Puerto Vallarta |                             |
|                           | - Bryan 4', 9', 31' - Beljour 6', 9' - Singh 29' | ( 4:2, 0:3, 2:3 ) Reporte | - Aranes 9', 27', 35' - Charles 13' - Joseph 20' - Schultz 20' - Vollmer 22' - Labrada 33' | Árbitro(s): Arquel Carrasco              | Árbitro(s): Arquel Carrasco |

| 16 de mayo de 2019, 16:45 | Panamá                                       | 4-3                       | Trinidad y Tobago             | Puerto Vallarta Stadium, Puerto Vallarta |                          |
|                           | - Maquensi 3', 18' - García 13' - García 25' | ( 2:2, 2:1, 0:0 ) Reporte | - Bailey 2' - Woodley 8', 14' | Árbitro(s): Arian Crespo                 | Árbitro(s): Arian Crespo |

#### Grupo C
| Pos. | Equipo                | Pts. | PJ | G | W+ | WP | P | GF | GC | Dif. | Clasificación    |
| ---- | --------------------- | ---- | -- | - | -- | -- | - | -- | -- | ---- | ---------------- |
| 1    | Estados Unidos (Q)    | 9    | 3  | 3 | 0  | 0  | 0 | 28 | 5  | +23  | Cuartos de final |
| 2    | Bahamas (Q)           | 6    | 3  | 2 | 0  | 0  | 1 | 21 | 9  | +12  | Cuartos de final |
| 3    | Antigua y Barbuda (E) | 3    | 3  | 1 | 0  | 0  | 2 | 15 | 22 | −7   |                  |
| 4    | Bonaire (E)           | 0    | 3  | 0 | 0  | 0  | 3 | 7  | 35 | −28  |                  |

 Fuente: CONCACAF
| 13 de mayo de 2019, 10:45 | Bahamas                                                                      | 7-4                       | Antigua y Barbuda                                  | Puerto Vallarta Stadium, Puerto Vallarta |                          |
|                           | - Joseph 1' - Munnings 4' - Francois 7', 25' - Fleur 12' - Williams 19', 28' | ( 4:1, 2:0, 1:3 ) Reporte | - Thomas 2' - Rihards 27' - Moore 31' - Murray 33' | Árbitro(s): Miguel López                 | Árbitro(s): Miguel López |

| 13 de mayo de 2019, 16:45 | Bonaire      | 1-14                      | Estados Unidos | Puerto Vallarta Stadium, Puerto Vallarta |  |
|                           | Beaumomt 27' | ( 0:4, 0:7, 1:3 ) Reporte | - Akol 1', 2' - Steba 3' (a.g.) - Perera 6' (pen.), 14', 17', 23', 28' - Mondragón 19', 21' - Leopoldo 21', 23' (pen.) - Reyes 23' - Dos Santos 33' |                                          |  |

| 15 de mayo de 2019, 12:00 | Bahamas | 12-2                      | Bonaire                       | Puerto Vallarta Stadium, Puerto Vallarta |                             |
|                           | - Michael Butler 3' - Timothy Munnings 5', 28', 32' - Francois 11' - Fleur 12' - Thompson 14', 20', 24' - Christie 15', 23' - Forbes 25' (pen.) | ( 4:1, 6:0, 2:1 ) Reporte | - Felix 5' (pen.) - Piard 26' | Árbitro(s): Arquel Carrasco              | Árbitro(s): Arquel Carrasco |

| 15 de mayo de 2019, 15:30 | Estados Unidos                                                                                        | 11-2                      | Antigua y Barbuda | Puerto Vallarta Stadium, Puerto Vallarta |                           |
|                           | - Canales 1', 28' - Perera 2', 24' - Akol 6', 7', 22', 29', 35' (pen.) - Reyes 15' (pen.) - Tayou 31' | ( 4:0, 3:1, 4:1 ) Reporte | Richards 15', 35' | Árbitro(s): Warner Porras                | Árbitro(s): Warner Porras |

| 16 de mayo de 2019, 12:00 | Antigua y Barbuda                                                                                          | 9-4                       | Bonaire                 | Puerto Vallarta Stadium, Puerto Vallarta |                                      |
|                           | - Richards 4' - Thomas 13' (pen.), 30' - Daniel 16', 21', 27' - Hughes 17' (pen.), 20' (pen.) - Jarvis 34' | ( 2:1, 4:3, 3:0 ) Reporte | Steba 3', 15', 18', 24' | Árbitro(s): Miguel Aguilar (árbitro)     | Árbitro(s): Miguel Aguilar (árbitro) |

| 16 de mayo de 2019, 18:00 | Estados Unidos                      | 3-2                       | Bahamas                   | Puerto Vallarta Stadium, Puerto Vallarta |                           |
|                           | - Akol 17', 24' - Perera 33' (pen.) | ( 0:0, 2:0, 1:2 ) Reporte | - Jean 28' - Francois 33' | Árbitro(s): Warner Porras                | Árbitro(s): Warner Porras |

#### Grupo D
| Pos. | Equipo          | Pts. | PJ | G | W+ | WP | P | GF | GC | Dif. | Clasificación    |
| ---- | --------------- | ---- | -- | - | -- | -- | - | -- | -- | ---- | ---------------- |
| 1    | El Salvador (Q) | 9    | 3  | 3 | 0  | 0  | 0 | 23 | 6  | +17  | Cuartos de Final |
| 2    | Guadalupe (Q)   | 4    | 3  | 1 | 0  | 1  | 1 | 11 | 17 | −6   | Cuartos de Final |
| 3    | Guyana (E)      | 3    | 3  | 1 | 0  | 0  | 2 | 10 | 13 | −3   |                  |
| 4    | Belice (E)      | 0    | 3  | 0 | 0  | 0  | 3 | 9  | 17 | −8   |                  |

 Fuente: CONCACAF
| 14 de mayo de 2019, 10:45 | Guadalupe                                                          | 7-6                       | Belice                                                   | Puerto Vallarta Stadium, Puerto Vallarta |                                |
|                           | - Bordelai 8', 21', 35' - Breter 14' - Hell 32', 33' - Mezence 34' | ( 1:1, 2:1, 4:4 ) Reporte | - Mariano 7' - Meza 23', 30', 35' - Ramos 25' - Ford 31' | Árbitro(s): Gumercindo Batista           | Árbitro(s): Gumercindo Batista |

| 14 de mayo de 2019, 15:30 | Guyana                                        | 4-8                       | El Salvador                                                                   | Puerto Vallarta Stadium, Puerto Vallarta |                                      |
|                           | - Luckie 6' - Haynes 13', 17' - Archibald 19' | ( 2:2, 2:5, 0:1 ) Reporte | - Portillo 1' - Ramos 7', 20' - Perdomo 15', 28' - Ruiz 16' - Batres 17', 23' | Árbitro(s): Miguel Aguilar (árbitro)     | Árbitro(s): Miguel Aguilar (árbitro) |

| 15 de mayo de 2019, 10:45 | Guadalupe                               | 3-3 (t. s.)(2-0 p.)        | Guyana                                 | Puerto Vallarta Stadium, Puerto Vallarta |                                |
|                           | - Geolier 9' - Lefort 24' - Zembana 26' | ( 1:1, 1:2, 1:0 ) Reporte  | - Luckie 11' - Wilson 20' - Haynes 25' | Árbitro(s): Gumercindo Batista           | Árbitro(s): Gumercindo Batista |
|                           |                                         | Tiros desde el punto penal |                                        |                                          |                                |
|                           | - Mezence - Hell                        |                            | - Grandison - Luckie                   |                                          |                                |

| 15 de mayo de 2019, 16:45 | El Salvador                                                                 | 7-1                       | Belice   | Puerto Vallarta Stadium, Puerto Vallarta |                          |
|                           | - Batres 8' - Ruiz 14', 30' - Perdono 22', 35' - Robles 27' - Velásquez 35' | ( 1:0, 2:0, 4:1 ) Reporte | Ford 27' | Árbitro(s): Miguel López                 | Árbitro(s): Miguel López |

| 16 de mayo de 2019, 10:45 | Belice                     | 2-3                       | Guyana                         | Puerto Vallarta Stadium, Puerto Vallarta |                           |
|                           | - Ford 3' - Meza 5' (pen.) | ( 2:0, 0:2, 0:1 ) Reporte | - Luckie 15', 20' - Kanard 31' | Árbitro(s): Marco Navarro                | Árbitro(s): Marco Navarro |

| 16 de mayo de 2019, 15:30 | El Salvador                                                                             | 8-1                       | Guadalupe   | Puerto Vallarta Stadium, Puerto Vallarta |                                |
|                           | - Velásquez 0' - Ruiz 1', 32', 33' - Robles 2' - Portillo 15' - Ramírez 26' - Ramos 26' | ( 3:0, 1:0, 4:1 ) Reporte | Geolier 34' | Árbitro(s): Gumercindo Batista           | Árbitro(s): Gumercindo Batista |

## Segunda fase
|  | Cuartos de final  | Cuartos de final |                |             | Semifinales | Semifinales |        |              | Final        | Final      |  |
|  | 17 de mayo        | 17 de mayo       |                |             | 18 de mayo  | 18 de mayo  |        |              | 19 de mayo   | 19 de mayo |  |
|  |                   |                  |                |             |             |             |        |              |              |            |  |
|  |                   |                  |                |             |             |             |        |              |              |            |  |
|  | México            | 5                |                |             |             |             |        |              |              |            |  |
|  | México            | 5                |                |             |             |             |        |              |              |            |  |
|  | Trinidad y Tobago | 4                |                |             |             |             |        |              |              |            |  |
|  | Trinidad y Tobago | 4                |                | México      | 3           |             |        |              |              |            |  |
|  |                   |                  |                | México      | 3           |             |        |              |              |            |  |
|  |                   |                  | Panamá         | 0           |             |             |        |              |              |            |  |
|  | Panamá            | 6                | Panamá         | 0           |             |             |        |              |              |            |  |
|  | Panamá            | 6                |                |             |             |             |        |              |              |            |  |
|  | Guatemala         | 4                |                |             |             |             |        |              |              |            |  |
|  | Guatemala         | 4                |                |             |             |             |        | México       | 6            |            |  |
|  |                   |                  |                |             |             |             |        | México       | 6            |            |  |
|  |                   |                  | Estados Unidos | 2           |             |             |        |              |              |            |  |
|  | El Salvador       | 8                | Estados Unidos | 2           |             |             |        |              |              |            |  |
|  | El Salvador       | 8                |                |             |             |             |        |              |              |            |  |
|  | Bahamas           | 4                |                |             |             |             |        |              |              |            |  |
|  | Bahamas           | 4                |                | El Salvador | 3 (4)       |             |        | Tercer lugar | Tercer lugar |            |  |
|  |                   |                  |                | El Salvador | 3 (4)       |             |        | Tercer lugar | Tercer lugar |            |  |
|  |                   |                  | Estados Unidos | 3 (5)       |             |             |        |              |              |            |  |
|  | Estados Unidos    | 5                | Estados Unidos | 3 (5)       |             |             | Panamá | 3            |              |            |  |
|  | Estados Unidos    | 5                |                |             |             |             | Panamá | 3            |              |            |  |
|  | Guadalupe         | 1                |                |             |             |             |        |              | El Salvador  | 8          |  |
|  | Guadalupe         | 1                |                |             |             |             |        |              | El Salvador  | 8          |  |
|  |                   |                  |                |             |             |             |        |              |              |            |  |

### Cuartos de final
| 17 de mayo de 2019, 14:15 | El Salvador                                                                     | 8-4                       | Bahamas                                                | Puerto Vallarta Stadium, Puerto Vallarta |                          |
|                           | - Ramírez 2' - Ruiz 7', 32', 35' - Velásquez 11' - Robles 19' - Batres 28', 30' | ( 3:1, 1:1, 4:2 ) Reporte | - Fleur 12' - Thompson 23' - Forbes 32' - Williams 33' | Árbitro(s): Miguel López                 | Árbitro(s): Miguel López |

| 17 de mayo de 2019, 15:30 | Estados Unidos                                          | 5-1                       | Guadalupe    | Puerto Vallarta Stadium, Puerto Vallarta |                        |
|                           | - Perera 5' (pen.), 23' - Akol 20', 35' - Mondragón 22' | ( 1:1, 3:0, 1:0 ) Reporte | - Phirmis 1' | Árbitro(s): David Cruz                   | Árbitro(s): David Cruz |

| 17 de mayo de 2019, 16:45 | México                                             | 5-4                       | Trinidad y Tobago                              | Puerto Vallarta Stadium, Puerto Vallarta |                                 |
|                           | - Villa 1', 30' - Hernández 4' - Vizcarra 31', 32' | ( 2:1, 0:2, 3:1 ) Reporte | - Bobb 12', 24' - Hospedales 23' - Woodley 35' | Árbitro(s): Juan Andrés Ángeles          | Árbitro(s): Juan Andrés Ángeles |

| 17 de mayo de 2019, 18:00 | Panamá                                                         | 6-4                       | Guatemala                                   | Puerto Vallarta Stadium, Puerto Vallarta |                           |
|                           | - Quintero 5', 15' - García 10', 33' - García 16' - García 21' | ( 2:0, 3:2, 1:2 ) Reporte | - Morán 21' - Bachez 23', 32' - Zaldaña 32' | Árbitro(s): Warner Porras                | Árbitro(s): Warner Porras |

### Semifinales
| 18 de mayo de 2019, 16:45 | El Salvador                                  | 3-3 (t. s.)(4-5 p.)        | Estados Unidos                             | Puerto Vallarta Stadium, Puerto Vallarta |                                 |
|                           | Perdomo 5', 23', 29'                         | ( 1:1, 1:0, 1:2 ) Reporte  | - Perera 11' - Canale 29' - Dos Santos 33' | Árbitro(s): Juan Andrés Ángeles          | Árbitro(s): Juan Andrés Ángeles |
|                           |                                              | Tiros desde el punto penal |                                            |                                          |                                 |
|                           | - Ruiz - Perdomo - Batres - Ramírez - Robles |                            | - Perera - Reyes - Toth - Akol - Mondragón |                                          |                                 |

| 18 de mayo de 2019, 18:00 | México                                              | 3-0                       | Panamá | Puerto Vallarta Stadium, Puerto Vallarta |                          |
|                           | - Maldonado 16' - Villaseñor 17' - Kelly 30' (a.g.) | ( 0:0, 2:0, 1:0 ) Reporte |        | Árbitro(s): Miguel López                 | Árbitro(s): Miguel López |

### Tercer puesto
| 19 de mayo de 2019, 16:45 | Panamá                                         | 3-8                       | El Salvador                                                                           | Puerto Vallarta Stadium, Puerto Vallarta |                             |
|                           | - García 12' - Perdomo 21' (a.g.) - García 23' | ( 1:2, 2:6, 0:0 ) Reporte | - Ruiz 2', 21' - Velásquez 9', 15', 18' - Perdomo 15' (pen.) - Batres 19' - Ramos 19' | Árbitro(s): Alexander Vetia              | Árbitro(s): Alexander Vetia |

### Final
| 19 de mayo de 2019, 18:00 | México                                                                    | 6-2                       | Estados Unidos         | Puerto Vallarta Stadium, Puerto Vallarta |                                 |
|                           | - Mosco 28' - Hernández 29' - Maldonado 30', 32' (pen.) - Alemán 31', 34' | ( 0:1, 0:0, 6:1 ) Reporte | Perera 11', 33' (pen.) | Árbitro(s): Juan Andrés Ángeles          | Árbitro(s): Juan Andrés Ángeles |

|                          |
| Campeón México 4° título |

## Premios y reconocimientos[3]

### Balón de Oro
| Jugador        | Selección |
| Benjamín Mosco | México    |
| -------------- | --------- |

### Mejor goleador
| Jugador     | Selección      | Goles |
| Nick Perera | Estados Unidos | 13    |
| ----------- | -------------- | ----- |

### Guante de Oro
| Jugador          | Selección |
| Diego Villaseñor | México    |
| ---------------- | --------- |

### Premio al mejor jugador joven del torneo
| Jugador      | Selección   |
| Exon Perdomo | El Salvador |
| ------------ | ----------- |

### Premio al juego limpio
| Selección |
| Panamá    |
| --------- |

## Estadísticas

### Tabla general
| Pos. | Equipo                               | Pts | PJ | PG | PG+ | PG++ | PP | GF | GC | Dif |
| ---- | ------------------------------------ | --- | -- | -- | --- | ---- | -- | -- | -- | --- |
| 1    | México                               | 18  | 6  | 6  | 0   | 0    | 0  | 30 | 12 | +18 |
| 2    | Estados Unidos                       | 13  | 6  | 4  | 0   | 1    | 1  | 38 | 19 | +19 |
| 3    | El Salvador                          | 15  | 6  | 5  | 0   | 0    | 1  | 42 | 16 | +26 |
| 4    | Panamá                               | 12  | 6  | 4  | 0   | 0    | 2  | 29 | 20 | +9  |
| 5    | Trinidad y Tobago                    | 6   | 4  | 2  | 0   | 0    | 2  | 20 | 11 | +9  |
| 6    | Bahamas                              | 6   | 4  | 2  | 0   | 0    | 2  | 25 | 17 | +8  |
| 7    | Guatemala                            | 6   | 4  | 2  | 0   | 0    | 2  | 14 | 16 | -2  |
| 8    | Guadalupe                            | 4   | 4  | 1  | 0   | 1    | 2  | 12 | 22 | -10 |
| 9    | Costa Rica                           | 3   | 3  | 1  | 0   | 0    | 2  | 13 | 15 | -2  |
| 10   | Guyana                               | 3   | 3  | 1  | 0   | 0    | 2  | 10 | 13 | -3  |
| 11   | Antigua y Barbuda                    | 3   | 3  | 1  | 0   | 0    | 2  | 15 | 22 | -7  |
| 12   | Islas Vírgenes de los Estados Unidos | 3   | 3  | 1  | 0   | 0    | 2  | 11 | 21 | -10 |
| 13   | Belice                               | 0   | 3  | 0  | 0   | 0    | 3  | 9  | 17 | -8  |
| 14   | Jamaica                              | 0   | 3  | 0  | 0   | 0    | 3  | 5  | 13 | -8  |
| 15   | Islas Turcas y Caicos                | 0   | 3  | 0  | 0   | 0    | 3  | 7  | 22 | -15 |
| 16   | Bonaire                              | 0   | 3  | 0  | 0   | 0    | 3  | 7  | 35 | -28 |

## Clasificados a laCopa Mundial de Fútbol Playa 2019[4]
| Bandera de México | Bandera de Estados Unidos |
| México            | Estados Unidos            |
| Campeón           | Subcampeón                |